# وزير الزراعة والأغذية الزراعية (كندا)
وزير الزراعة والأغذية الزراعية هو وزير في مجلس الوزراء الكندي المسؤول عن الإشراف على العديد من المنظمات بما في ذلك الزراعة والأغذية الزراعية الكندية وهيئة الألبان الكندية و فارم كريديت كندا والوكالة الكندية لفحص الأغذية والمجلس الوطني لمنتجات المزارع و لجنة الحبوب الكندية. الوزيرة الحالية للزراعة والأغذية الزراعية هي ماري كلود بيبو.

## تاريخ
تأسس المنصب في عام 1995 خلفًا لوزير الزراعة وهو منصب كان قائما منذ الاتحاد الكندي في عام 1867.